# Atto avente forza di legge
Un atto avente forza di legge, nel diritto, è un atto normativo al quale l'ordinamento giuridico attribuisce la stessa forza della legge ordinaria, collocandolo allo stesso rango nella gerarchia delle fonti del diritto. Tali atti sono solitamente denominati decreti o ordinanze.

## Caratteri generali
Gli atti aventi forza di legge possono abrogare, derogare o modificare disposizioni di legge ordinaria, ma non è detto che possano intervenire in luogo di questa nelle materie coperte da riserva di legge. Se la Costituzione lo consente, si avrà una riserva di legge materiale, altrimenti una riserva di legge formale; nel secondo caso determinate materie sono precluse agli atti aventi forza di legge, come avviene per l'approvazione del bilancio nella maggior parte degli ordinamenti; più rara è, invece, la soluzione adottata dalla Costituzione della Spagna che contiene un elenco di materie precluse. In qualche ordinamento, al contrario, possono essere emanati anche atti aventi forza di legge organica (è il caso delle ordinanze organiche previste dalla Costituzione francese del 1958).
Gli atti aventi forza di legge rappresentano una deroga al principio di separazione dei poteri, che trova giustificazione nei casi in cui il normale procedimento legislativo si rivela inadeguato. La loro disciplina può essere ricondotta a due schemi fondamentali, non contemplati, però, da tutte le costituzioni: la legislazione delegata e i decreti e ordinanze di necessità.

### Legislazione delegata
Il primo schema prevede la delega (o autorizzazione o abilitazione) data con legge dal parlamento al governo affinché disciplini con suo atto normativo una determinata materia; in virtù della delega, l'atto del governo, una volta emanato, ha forza di legge. Questa procedura è ora positivamente disciplinata in varie costituzioni (ad esempio, quella italiana, spagnola, tedesca, greca, ecc.) ma la si ritiene generalmente praticabile anche in ordinamenti dove la costituzione tace al riguardo (ad esempio, gli Stati Uniti o il Regno Unito).
Alcune costituzioni (ad esempio quella francese e rumena) adottano una variante della proceduta sopra illustrata, richiedendo anche la successiva ratifica dell'atto del governo con legge del parlamento. In mancanza, secondo la costituzione francese, l'ordinanza emanata dal governo ha solo forza di regolamento.
La legislazione delegata è tipicamente utilizzata per l'adozione di testi legislativi, come codici o testi unici, particolarmente complessi, che richiedono un elevato livello di organicità e di cura redazionale o caratterizzati da notevole tecnicità, caratteristiche queste che mal si adattano al lavoro delle assemblee parlamentari.

### Decreti e ordinanze di necessità
Nel caso dei decreti e ordinanze di necessità (in certi ordinamenti si parla di decreto-legge) lo schema sopra illustrato viene in un certo senso rovesciato, perché prima il governo emana l'atto avente forza di legge, poi interviene la ratifica (o conversione in legge) con legge del parlamento. L'emanazione di tali atti normativi è tipicamente giustificata dall'esigenza di far entrare rapidamente in vigore le disposizioni, a fronte di situazioni di emergenza (calamità naturali, eventi bellici, ecc.) oppure per prevenire comportamenti speculativi prima dell'entrata in vigore, come potrebbe succedere per certe norme fiscali.
L'atteggiamento delle costituzioni verso questo tipo di atto normativo è vario: se è raro l'espresso divieto (come fa la costituzione irlandese), molte tacciono al riguardo mentre alcune ne consentono l'emanazione pur ponendo dei limiti. D'altra parte, il silenzio della costituzione è interpretato in alcuni ordinamenti come divieto implicito mentre in altri come permesso. Va aggiunto che certe costituzioni, soprattutto latinoamericane, contengono una disciplina dello stato di guerra, di assedio o simili, dichiarati i quali il presidente della repubblica o il governo possono agire in deroga al principio di separazione dei poteri.
Le costituzioni che disciplinano espressamente i decreti od ordinanze di necessità (ad esempio, quella italiana, spagnola, greca, danese, islandese, ecc.) ne subordinano l'emanazione a una situazione di emergenza o urgenza, la sussistenza della quale può essere valutata dal parlamento in sede di ratifica e, in certi ordinamenti, anche dal giudice costituzionale. Prevedono, inoltre, che l'atto emanato dal governo sia immediatamente sottoposto al parlamento per la ratifica e stabiliscono un termine entro il quale questa deve intervenire. In difetto di ratifica, per voto negativo del parlamento o mancato voto positivo entro la scadenza del termine, l'atto del governo perde, secondo gli ordinamenti, validità o efficacia, con effetto limitato al futuro o retroattivo.

## Ordinamento italiano
La Costituzione italiana contempla due atti normativi del Governo aventi forza di legge ordinaria: il decreto-legge e il decreto legislativo.
Il decreto-legge (d.l.) è disciplinato dall'art. 77 della Costituzione. È approvato dal Consiglio dei ministri ed emanato dal Presidente della Repubblica. Può essere adottato in casi straordinari di necessità e d'urgenza e perde ogni efficacia se non è convertito in legge dal Parlamento nei sessanta giorni successivi alla pubblicazione.
Il decreto legislativo (d.lgs.), detto anche decreto delegato, è disciplinato dall'art. 76 della Costituzione. Anch'esso è approvato dal Consiglio dei ministri ed emanato dal Presidente della Repubblica. Può essere adottato solo a seguito di delega del Parlamento, data con legge che specifichi l'oggetto della disciplina, i principi e criteri direttivi da seguire e il termine entro il quale deve essere emanato.
Rimangono inoltre in vigore alcuni atti aventi forza di legge, analoghi ai suddetti, risalenti al Regno d'Italia e denominati regio decreto legge e regio decreto legislativo, se emanati dal Re, o decreto legislativo luogotenenziale, se emanati dal Luogotenente del Regno.
La Costituzione non prevede atti aventi forza di legge regionale adottabili dalla giunta regionale, né una previsione del genere è contenuta in alcuno statuto regionale; una siffatta previsione, del resto, sarebbe, secondo la prevalente dottrina, inconstituzionale in difetto di espresse disposizioni della carta costituzionale.

## Stati comunisti
Per certi versi analoghi agli atti finora considerati sono negli stati comunisti i decreti aventi forza di legge (nell'ex URSS denominati ukaz) che l'organo collegiale permanente dell'assemblea legislativa (variamente denominato: praesidium o comitato permanente dell'assemblea, consiglio di stato, ecc.) ha il potere di adottare tra una sessione e l'altra dell'assemblea stessa, sottoponendoli poi alla sua ratifica nella prima seduta. In pratica, considerato che in questi stati l'assemblea legislativa tende a riunirsi poche volte all'anno e per pochi giorni, tali decreti possono assumere un ruolo di rilievo nel sistema delle fonti del diritto, tanto più che per prassi l'assemblea li ratifica in blocco e senza discussione.